# Mikhaïl Malinine
Pour les articles homonymes, voir Malinine.
Mikhaïl Sergueïevitch Malinine (en russe : Михаил Сергеевич Малинин) est un militaire soviétique, né le 28 décembre 1899 et décédé le 24 janvier 1960. Promu au grade de général pendant la Seconde Guerre mondiale, il fut distingué par le titre de Héros de l'Union soviétique pour ses fonctions de chef d'état-major dans les principales batailles de la guerre auxquelles prit part l'Armée rouge.

## Biographie
Originaire de Poloutino, un village du gouvernement de Kostroma, Malinine fut d'abord charpentier avant de s'engager dans l'Armée rouge en 1919 pendant la guerre civile. Après être sorti diplômé de la 2e école d'infanterie de Moscou, en 1922, il servit dans le district militaire de Moscou pendant les années suivantes. En 1931, il s'inscrivit à l'Académie militaire Frounzé et adhéra au Parti communiste. Deux ans plus tard, après avoir achevé ses études à l'académie, il fut nommé instructeur, chargé d'un cours pour les commandants des forces blindées de Léningrad. Il participa à la guerre d'Hiver contre la Finlande comme chef des opérations de la 9e armée puis fut nommé chef d'état-major du 7e corps mécanisé, poste qu'il conserva jusqu'en juin 1941.
Lors de l'invasion allemande de l'Union soviétique, il fut expédié au front et nommé chef d'état major de Rokossovski, dans ce qu'il restait du 9e corps mécanisé. Cette unité prit part à la bataille de Smolensk. Malinine suivit ensuite Rokossovski lorsque celui-ci prit le commandement de la 16e armée, qui venait d'être reconstituée. Il en devint chef d'état-major le 19 août 1941.
Il continua à exercer cette fonction sous le commandement de Rokossovski, puis de Joukov à partir de novembre 1944, pendant presque toute la guerre : au front de Briansk (chef d'état-major du 20.7.1942 au 27.9.42), au front du Don (30.9.42 - 15.2.43), au front du Centre (15.2.43 - 20.10.43) puis au front biélorusse (20.10.43 - 10.6.45). Il prit ainsi part aux batailles de Moscou, de Stalingrad, de Koursk, de Biélorussie, de Pologne et de Berlin. Malinine fut promu au grade de lieutenant-général le 20 décembre 1942 et de colonel-général le 18 septembre 1943.
Le 29 mai 1945, Malinine fut distingué par le titre de Héros de l'Union soviétique. Il fut ensuite chef d'état-major du Groupe des forces soviétiques en Allemagne jusqu'en 1948, puis chef d'état-major de l'Armée soviétique. De 1950 à 1952, il servit comme inspecteur en chef adjoint, puis inspecteur en chef de l'Armée. Il s'éleva ensuite au rang de premier vice chef d'état major des Forces armées soviétiques, un poste qu'il conserva jusqu'à sa mort, en 1960. À ce titre, il participa à l'écrasement de la révolution hongroise de 1956. Le 3 août 1956, il fut promu au grade de général d'armée.
Malinine fut également député au Soviet suprême, candidat au Comité central de 1952 à 1956, et membre de la Commission centrale de contrôle du Parti communiste de l'Union soviétique.
Il est marié avec la ministre Nadejda Grekova.